# Monster in my pocket
Monster in my pocket è una catena di franchising affiliata alla ditta statunitense Mattel, produttrice di diversi prodotti per bambini e collezionisti incentrati sul tema dei mostri, intesi come creature mitologiche e del folklore. Tali prodotti comprendevano giocattoli, figurine, fumetti, videogiochi e, sull'onda del successo di questi, anche linee di abbigliamento e di accessori. In Italia, comunque, il nome viene solitamente associato alla sola linea di giocattoli, di gran lunga la più nota, che venne commercializzata in Italia nei primi anni novanta.

## I giocattoli
I giocattoli dei Monster divennero all'epoca piuttosto famosi anche grazie a una campagna pubblicitaria televisiva. Si trattava di una serie di piccole staction figure (pupazzetti statici, privi di parti snodate e mobili), rappresentanti mostri e altri personaggi dell'immaginario . Nel mercato anglosassone vennero prodotte undici serie, per un computo totale di oltre 200 personaggi; non tutti, però vennero commercializzati in Italia. Ogni "monster" aveva anche una card associata che ne raccontava la storia e le caratteristiche fisiche. I personaggi più celebri della collezione erano ispirati a mostri come "l'uomo lupo", "lo zombie", "il vampiro", lo "yeti", ma vi si ritrovavano anche creature meno famose come la manticora, il pesce monaco, Baba Jaga, Jenny Dentiverdi e il Tengu.

## Le serie e i mostri
Serie 1
La prima e originale, del 1990 (unica arrivata in Italia, nel 1991)
1. La Grande Bestia
2. Idra
3. Lupo Mannaro
4. Behemoth
5. Grifone
6. Tyrannosaurus Rex
7. Coccatrice
8. Ciclope
9. Tengu
10. Tritone (divinità mitologica)
11. Kraken
12. Jǫtunn
13. Mostro di Frankenstein
14. Manticora
15. Karnak (divinità-faraone egiziano)
16. Coatlicue
17. Big Foot
18. Baba Yaga
19. Kālī
20. Catoblepa
21. Arpia
22. Jenny Haniver
23. Hobgoblin
24. Windigo
25. Berretto Rosso
26. Medusa
27. Goblin
28. Cerbero
29. Zombie
30. Chimera
31. Fantasma
32. Ogre
33. Vampiro
34. Roc
35. Gremlin
36. Vampira
37. Ghoul
38. Fantasma dell'Opera
39. Scienziato Pazzo
40. Pantera Alata
41. Mummia
42. Caronte
43. La Bestia
44. Strega
45. Jack il Saltatore
46. L'Uomo Invisibile
47. Scheletro
48. Il Gobbo

Serie 2
Seguito della prima, datata 1992.
1. Dragone
2. Jabborwock
3. Warlock
4. Ymir
5. Mostro della Palude
6. Golem
7. Uomo Scorpione
8. Mostro di Loch Ness
9. Tarasque
10. Pesce Vescovo
11. Herne il Cacciatore
12. Gorgone
13. Ectoplasma (spettro)
14. Ganesha
15. Strega di Elbow
16. Minotauro
17. Tritone (creatura irlandese)
18. Nuckelavee
19. Spettro (Tristo Mietitore)
20. Ossa Sanguinanti
21. Sebek
22. Driade
23. Ondina
24. Gargoyle

Serie 3
La terza serie, che includeva anche una sotto-serie composta da mostri poco conosciuti. (Solo i primi 9 sono stati messi in commercio, regalati in particolari ristoranti americani e come sorpresa in cereali canadesi.)
1. Leviatano
2. Abominevole Uomo delle Nevi
3. Anubis
4. Anfesibena
5. Centauro
6. Orobas
7. Sirena
8. Jimmy Squarefoot (il mostro, per folklore, in italia, viene chiamato anche "Giacomino")
9. Blemma
10. Acheloo
11. Ankou
12. Banshee
13. Catarenha (vedi qui)
14. Polimorfo
15. Genio
16. Grendel
17. Boggart
18. Uomo Senza Testa (tipo di non morto)
19. Hieracosfinge
20. Hodag
21. Jabalius (una specie di facocero umanoide, anche conosciuto come la bestia del Gévaudan[1])
22. Sciapode
23. Talus
24. Troll

Serie 4 - Super Scary
La quarta serie di mostri, tra i più vari. (Con mostri leggermente più grandi e per la prima volta con parti colorate)
1. Charun
2. Gigante del Tuono
3. Hanuman
4. Yama
5. Ghilan
6. Astaroth
7. Dybbuk
8. Lamia
9. Guardiano delle Tombe
10. Mostro dell'Armadio
11. Spettro di Slaughterford
12. Jenny Dentiverdi
13. Oungan
14. Mad Gasser di Mattoon
15. Drude
16. Uomo nero
17. Fachen
18. Diavolo del Jersey
19. Wurdulac
20. Poltergeist
21. Umibōzu
22. Yeren
23. Demonietto

Serie 5 - Super Creepies
Una serie composta da vari ragni
1. Tarantula
2. Black Widow Spider
3. Jumping Spider
4. Wolf Spider
5. Turret Spider
6. Crab Spider
7. Soldier Beetle
8. Soldier Fly
9. Robber Fly
10. Armoured Cockroach
11. Vampire Leaf Hopper
12. Lightning Bug
13. Eastern Toe Biter
14. Stink Bug
15. One Eyed Jack
16. Clubtail Dragonfly
17. Dog Face Butterfly
18. Horntail Moth
19. Scarface Scorpion
20. Mexican Bed Bug
21. Lady Bug
22. Horsefly
23. Cave Cricket
24. Hunchback Beetle

Le altre serie
Uscirono altre serie, meno fortunate, influenzate dalla commercialità e dalla moda del tempo.
- La Serie 6, Dinosaurs/Skeleton Dinosaurs, composta da dinosauri o scheletri fossili di questi.
- La Serie 7, Space Aliens, composta da alieni spaziali originali, composti in due gruppi (buoni e cattivi).
- La Serie 8, denominata Monster Wrestlers in My Pocket, includeva dei wrestler con fattezze mostruose. Tra di essi spicca Tony la tigre, mascotte dei cereali Frosties.
- La Serie 9, Monster Sport Stars in My Pocket, presentava dei mostri atleti di varie discipline sportive.
- La Serie 10, Monster Ninja Warriors in My Pocket, composta da mostri guerrieri ninja, gli unici a possedere armi.

Riedizione italiana del 2001
Nel 2001 in Italia è stata riproposta la prima serie, con nuovi colori e nuove carte con valori utili a far sfidare i mostri tramite l'utilizzo di un dado con le facce colorate.
È stato inoltre introdotto un album di figurine e il gioco da tavolo Notte senza luna.
Remake 2006
Mostri visti nelle prime serie, i modellini sono più curati e colorati nei dettagli, si suddividono in diverse categorie.
- Bestie: Ciclope, La Bestia, Centauro, Ogre, Cerbero, Gremlin
- Umanoidi: Lupo Mannaro, Il Mostro, Big Foot, Red Cap, Vampiro, Hobgoblin
- Antichi: Idra, Tengu, Manticora, Kalì (nominata qui come maga a 6 braccia), Haniver, Caronte
- Alati: Grifone, Arpia, Roc, Pantera Alata, Coccatrice, Catoblepa
- Maniaci: Windigo, Uomo Scimmia, Vampiressa, Scienziato Pazzo, Jimmy Squarefoot, Gasser Mad
- Morti: Zombie, Mummia, Scheletro, Tristo Mietitore, Uomo senza testa, Guardiano delle Tombe
- Fantasmi: Fantasma, Uomo invisibile, Sirena, Poltergeist, Uomo Nero, Il Fantasma dell'opera
- Mostri Marini: Bestia della palude, Tritone, Kraken, Mostri di Loch Ness, Pesce Vescovo, Leviatano

## Altro
Konami creò un videogioco basato sulla serie nel 1992 per Nintendo.
Harvey Comics produsse e pubblicò nel 1992 una serie di fumetti dedicati alla serie. Ne uscirono solo quattro albi bisestili, scritti da Dwayne McDuffie e disegnati da Gil Kane ed Ernie Colón, conclusasi con un finale aperto. In questa avventura i mostri si suddividono in due gruppi: i Buoni guidati dal Vampiro e i Cattivi guidati dal Warlock. I mostri buoni verranno rimpiccioliti da un incantesimo di Warlock e vivono delle grandi avventure, con i buoni che tenteranno di ritornare alle dimensioni originali aiutati da un bambino della California, Jack Miles.
Dalla serie ne fu tratta anche una serie animata di 6 episodi, ma ne venne rilasciato solo il secondo episodio come pilota, intitolato The Big Scream. L'episodio inizia con una rinarrazione dell'episodio precedente: il Dr. Henry Davenport, alias l'Uomo Invisibile, e i suoi compagni Big Ed (Il Mostro di Frankesntein), Wolfmon (il lupo mannaro) e la Mummia erano guardie carcerarie della montagna dei mostri, dove erano rinchiusi i mostri malvagi. Tuttavia, la fuga del Vampiro (qui antagonista) e un suo incantesimo rimpicciolisce montagna e mostri e li trasporta in California. Lì il Dr. Davenport e i suoi amici incontrano Carrie Raven, figlia di uno scrittore di romanzi horror, e stringono amicizia. I mostri buoni tentano di tornare alle loro dimensioni originarie con una pozione, ma falliranno, scoprendo però di tornarci temporaneamente quando Carrie ride. Anche i mostri malvagi si organizzano (il Vampiro, Medusa e il Mostro della Palude) e, dopo aver ripreso temporaneamente le dimensioni originali grazie alle urla di terrore di una donna in un film di un cinema drive-in, rapiscono Carrie per asservirla con l'ipnosi. Dopo varie vicende i mostri buoni riescono a salvarla e Carrie decide di aiutarli nelle loro prossime avventure per sconfiggere i mostri malvagi.
Vi fu un altro videogioco-remake della serie nel 2005, intitolato Monster in My Pocket: The Quest.
Altri prodotti di merchandising furono un gioco di ruolo pubblicato nel 1991 e una serie di pupazzi sonori basati sui mostri della quarta serie.